# Uniformverbot in Deutschland
Unter dem Uniformverbot versteht man im deutschen Recht das Verbot, öffentlich oder in einer Versammlung Uniformen, Uniformteile oder gleichartige Kleidungsstücke als Ausdruck einer gemeinsamen politischen Gesinnung zu tragen.

## Geschichte

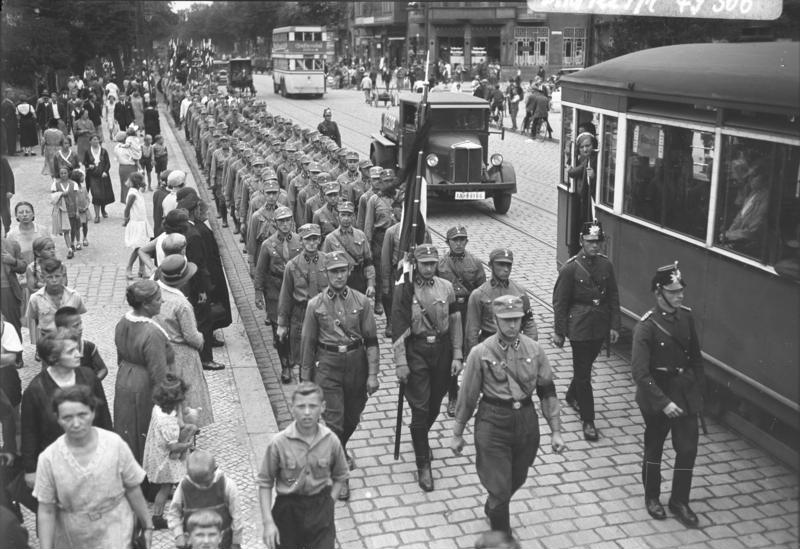
Aufmarsch der SA in Spandau (1932)

Ein Uniformverbot gab es in Deutschland bereits zur Zeit der Weimarer Republik seit 1930 (vgl. auch SA-Aufmarsch in Braunschweig 1930). Das Bayerische Innenministerium nahm am 5. Juni 1930 ein Uniformverbot im Versammlungsgesetz auf. Am 1. Juli 1931 verbot die Polizeidirektion München das Tragen einheitlicher Kleidung und setzte dieses Verbot auch durch.
Ab 2008 patrouillierte in Dortmund die Anhänger der Partei Die Rechte als selbsternannter „Stadtschutz Dortmund“. Dabei trugen Teilnehmer einheitliche T-Shirts mit entsprechender Aufschrift. Angesprochen wurden etwa vermeintlich Homosexuelle, ob sie sich vor Geschlechtskrankheiten schützen würden. Für den Aufmarsch am 23. August 2014 wurden die Auflagen erweitert und ein Uniformierungsverbot ausgesprochen.
Ende August 2015 erhob die Staatsanwaltschaft Wuppertal aufgrund der sogenannten Scharia-Polizei-Aktionen Anklage wegen mutmaßlichen Verstoßes gegen das Uniformverbot gegen Sven Lau und acht weitere Männer. Im Dezember 2015 lehnte das Landgericht Wuppertal jedoch die Eröffnung eines Strafverfahrens ab, weil kein Verstoß gegen das Uniformverbot vorliege. Am 3. Mai 2016 ließ das Oberlandesgericht einen Strafprozess gegen die „Scharia-Polizei“ zu. Im November 2016 wurden die Angeklagten durch das Landgericht Wuppertal freigesprochen. Im Dezember 2017 ging das Verfahren auf Antrag der Staatsanwaltschaft in Revision beim BGH. Im Januar 2018 hob der BGH die Freisprüche wieder auf, weil das Landgericht Wuppertal nicht ausreichend geprüft hatte, ob die Aktion geeignet gewesen sei, Menschen einzuschüchtern. Ob Menschen tatsächlich eingeschüchtert wurden, spielt dabei keine Rolle. Die Eignung allein ist entscheidend. Gezielt erwähnt wurde vom Vorsitzenden Richter des BGH das Vorhandensein der Aufschrift „Shariah Police“ als Gegenargument zum Einwand der Verteidigung, „dass Warnwesten von vielen Menschen getragen würden“. Ende Mai 2019 wurden vier der Angeklagten wegen Verstoßes gegen das Uniformverbot und drei der Angeklagten wegen Beihilfe verurteilt. Es wurden Geldstrafen bis 1800 € verhängt. 2020 wurde das Urteil vom Bundesgerichtshof bestätigt.
Zwei Jahre nach den Vorfällen rund um das Zweitligaspiel Karlsruher SC – SG Dynamo Dresden am 14. Mai 2017 wurden auf Antrag der Staatsanwaltschaft Karlsruhe Strafbefehle gegen 58 Dynamo-Fans, unter anderem wegen Verstößen gegen das Uniformierungsverbot, erlassen. Diese hatten im Vorfeld des Spiels einen Fanmarsch organisiert und dafür Shirts in Camouflage sowie Fischerhüte an alle anreisenden Dynamo-Fans verteilt, sodass etwa 1500 Fans mit dieser einheitlichen Kleidung zum Stadion zogen. Die Strafbefehle beliefen sich in Summe unter Einbeziehung weiterer Straftaten auf einen Gesamtbetrag von 290.000 € sowie mehrere Bewährungsstrafen.

## Bundesrecht
Auf Bundesebene ist das Uniformverbot in § 3 Abs. 1 VersammlG geregelt. Verstöße gegen das Uniformverbot sind nach § 28 VersammlG strafbar und mit Freiheitsstrafe bis zu zwei Jahren oder Geldstrafe bedroht. Nach dem Versammlungsgesetz ist es verboten, in der Öffentlichkeit Uniformen oder uniformähnliche Kleidung zu tragen, wenn durch das Tragen eine gemeinsame politische Gesinnung ausgedrückt werden soll.
Nach § 3 Abs. 2 VersammlG werden Jugendverbände, die sich vorwiegend der Jugendpflege widmen, auf Antrag vom Uniformverbot befreit.

## Rechtslage in Bayern
In Bayern gilt, soweit das Verhalten auf Versammlungen betroffen ist, nicht das Versammlungsgesetz des Bundes, sondern das Bayerische Versammlungsgesetz (BayVersG). Dessen Art. 7 enthält ein Uniformverbot, das ausdrücklich nur dann gilt, „sofern dadurch eine einschüchternde Wirkung entsteht“. Verstöße gegen dieses Uniformverbot stellen nach Art. 21 Abs. 1 Nr. 2 BayVersG eine Ordnungswidrigkeit dar, die mit Geldbuße bis zu 3.000 Euro geahndet werden kann.
Bayern hatte bereits am 5. Juni 1930 als erstes deutsches Land ein zunächst eingeschränktes Uniformverbot erlassen. Es richtete sich gegen die Aufmärsche der SA. Am 10. Juli 1931 wurde es ausgeweitet. Da mit dem Deutschen Reich Unstimmigkeiten über die Gültigkeit eines solchen landesweiten Verbots bestanden, erließ das Land Bayern am 17. Juni 1932 ein zweites, diesmal aber zeitlich befristetes Verbot. Am 28. Juni 1932 wurde das bayerische Uniformverbot durch eine Notverordnung des Reichspräsidenten Paul von Hindenburg aufgehoben.